# Río Noguera Pallaresa
Río Noguera Pallaresa är ett vattendrag i Spanien.   Det ligger i provinsen Província de Lleida och regionen Katalonien, i den nordöstra delen av landet, 400 km nordost om huvudstaden Madrid. Río Noguera Pallaresa ligger vid sjön Pantà de Sant Antoni.